# Charlotte Susa
Pour les articles homonymes, voir Susa.

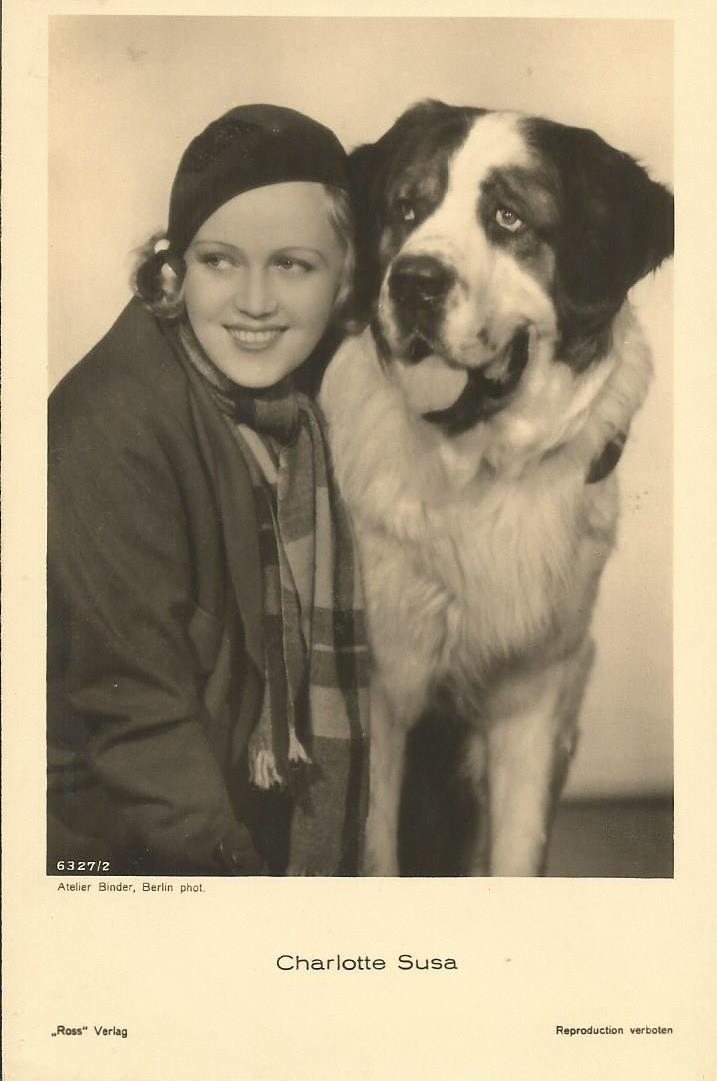
Charlotte Susa photographiée par l'Atelier Binder.

Charlotte Susa (née Charlotta Wegmüller le 1er mars 1898 à Memel, province de Prusse-Orientale ; morte le 28 juillet 1976 à Bâle, Suisse) fut une actrice allemande.

## Biographie
Née Charlotta Wegmüller, elle fréquente l'école élémentaire de Tilsit (province de Prusse-Orientale) puis suit des cours de chant à Mannheim. Elle obtient son premier rôle en 1915 à Tilsit dans La flûte enchantée de Mozart.  Elle choisit comme nom de scène le nom de jeune fille de sa mère, d'origine italienne, et entreprend au début des années 1920 une carrière de chanteuse et d'actrice sur différentes scènes : elle se produit dans les revues Konfetti et Heut’ bin ich verliebt à travers le Brandebourg (dont l’Admiralspalast de Berlin) et la Rhénanie prussienne (Essen, Düsseldorf, Cologne). En 1929 au festival de Heidelberg, elle interprète la belle Hélène dans Troïlus et Cressida, puis elle rejoint la troupe du théâtre Baranowsky à Berlin.
Depuis 1926, Charlotte Susa se tournait de plus en plus vers des rôles d'actrice : elle commence à s'intéresser au cinéma. Elle fait ses débuts à l'écran en 1926 dans le film muet Le Prince et la Danseuse. Elle s'impose dans ses compositions de femme fatale : tantôt jeune femme du monde raffinée, mais le plus souvent agent double ou criminelle, comme dans le rôle-titre Der Tiger, où elle incarne un assassin.
Elle signe en 1932 un contrat pour la Metro-Goldwyn-Mayer et part aux États-Unis, où elle ne rencontre pas le même succès. Elle rompt donc son contrat avec la MGM en 1934 et rentre en Allemagne. Elle fait sa dernière apparition dans un film en 1941 réalisé par Carl Froelich avec Anny Ondra et Heinz Rühmann, Der Gasmann.

## Filmographie partielle
- 1929 : Séduction (Erotikon) de Gustav Machatý
- 1929 : Mon copain de papa (Vater und Sohn) de Géza von Bolváry